# Сантьяго Гарсія (уругвайський футболіст)
Сантьяго Даміан Гарсія Корреа (ісп. Santiago Damian García Correa; 14 вересня 1990, Монтевідео — 4 лютого 2021, Годой-Крус) — уругвайський футболіст, який виступав на позиції нападника.

## Клубна кар'єра
Гарсія є вихованцем клубу «Насьйональ» з рідного міста Монтевідео. 27 липня 2008 року у віці 17 років у матчі проти «Дефенсор Спортінга» він дебютував в уругвайській Прімері. 21 вересня в поєдинку проти столичного «Расінга» Сантьяго зробив «дубль», забивши свої перші голи за «Насьйональ». У складі клубу Гарсія двічі став чемпіоном країни, а в сезоні 2010/11 року найкращим бомбардиром чемпіонату.
Влітку 2011 року Гарсія перейшов до бразильського «Атлетіко Паранаенсе», підписавши контракт на п'ять років. Сума угоди склала 2,5 млн євро, що стало найдорожчим трансфером в історії бразильського клубу. 10 липня в матчі проти «Аваї» Сантьяго дебютував у бразильській Серії A. 23 липня в поєдинку проти «Ботафого» він зробив «дубль», забивши свої перші голи за нову команду.
Влітку 2012 року Гарсія перейшов до турецького клубу «Касимпаша». Сума трансферу склала 1,6 млн євро. 29 вересня у матчі проти «Фенербахче» він дебютував у турецькій Суперлізі.
Сантьяго не зміг адаптуватися в Туреччині і через рік повернувся на батьківщину в «Насьйональ», але так жодного разу не забивши протягом 14 матчів, був проданий у столичний «Рівер Плейт». 24 серпня 2014 року в матчі проти «Монтевідео Вондерерз» Гарсія дебютував за новий клуб. 7 вересня в поєдинку проти своєї колишньої команди «Насьйональ» він забив свій перший гол за «Рівер Плейт». У 2015 році, забивши 10 м'ячів, Гарсія став найкращим бомбардиром Апертури.
На початку 2016 року Гарсія перейшов до аргентинського клубу «Годой-Крус». 6 лютого в матчі проти «Росаріо Сентраль» він дебютував в аргентинській Прімері, замінивши в другому таймі Хайме Айові. Через тиждень у поєдинку проти «Індепендьєнте» Сантьяго забив свій перший гол за «Годою-Крус». У своєму дебютному сезоні Гарсія забив 9 м'ячів і став одним із найкращих снайперів чемпіонату. У 2018 році він допоміг клубу посісти друге місце, а сам став найкращим бомбардиром першості.

### Кар'єра у збірній
У складі молодіжної збірної Уругваю Гарсія посів третє місце на молодіжному чемпіонаті Південної Америки 2009 року у Венесуелі. На турнірі він зіграв у матчах проти команд Чилі, Венесуели, Бразилії, Колумбії та двічі Парагваю і забив чотири м'ячі.
У тому ж році Гарсія взяв участь у молодіжному чемпіонаті світу в Єгипті. На турнірі він зіграв у матчах проти збірних Англії, Узбекистану та Бразилії і у поєдинку проти Узбекистану забив гол, а його команда вилетіла на стадії 1/8 фіналу.

## Смерть

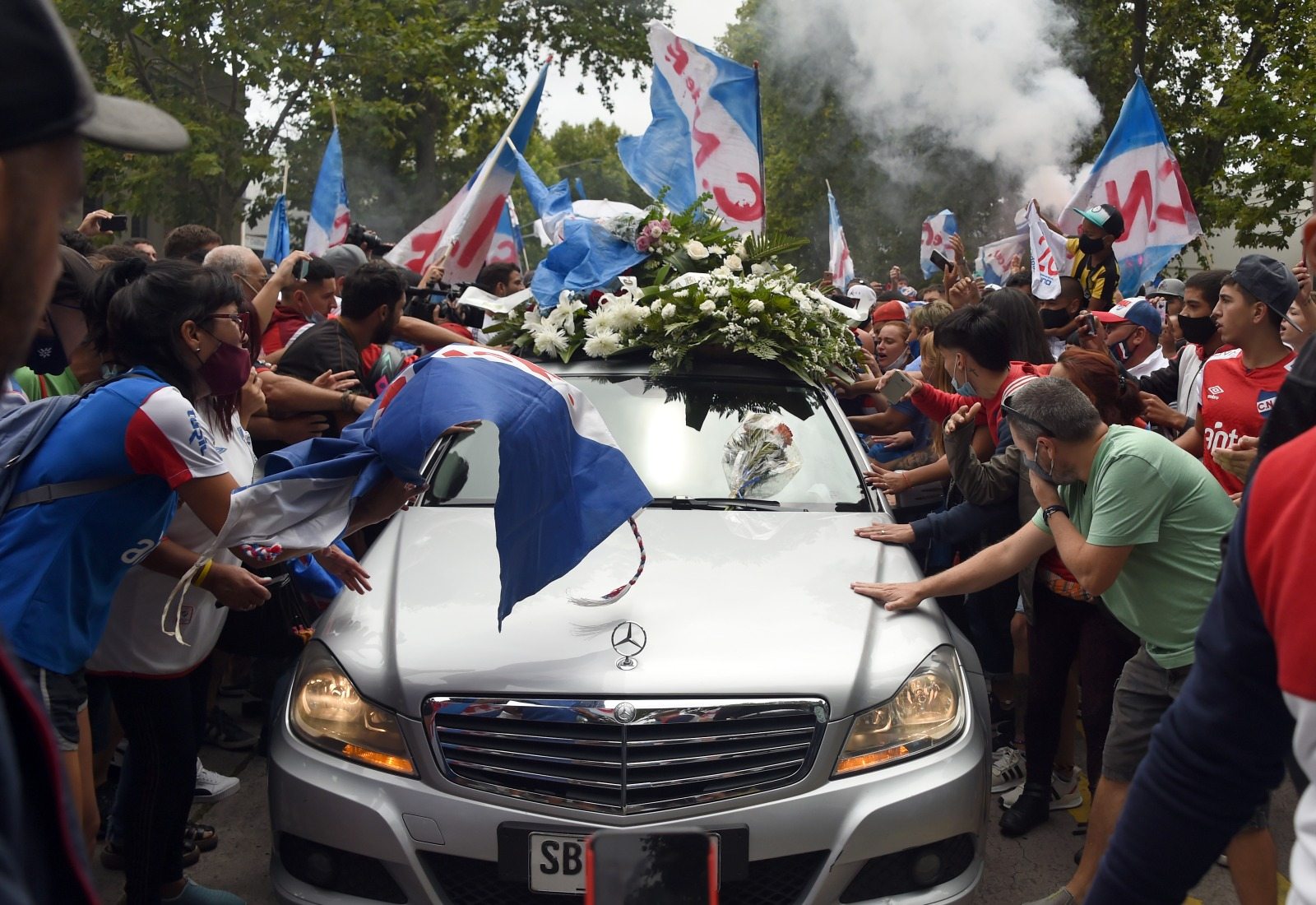
Похорони футболіста. 9 лютого 2021 року.

6 лютого 2021 року його знайшли мертвим з вогнепальним пораненням у праву тім'яну частину у його квартирі в Мендозі.  Раніше Гарсія проходив психіатричне лікування від депресії . Через кілька годин було підтверджено, що причиною його смерті стало самогубство.  За словами прокурора у справі, подія сталася вранці в четвер, 4 лютого. Після того, як смерть Гарсії була підтверджена, «Годой Крус» оголосив, що номер 18, який футболіст носив під час перебування в клубі, буде вилучено на його честь.

## Досягнення
- Чемпіон Уругваю: 2008/09, 2010/11

### Індивідуальні
- Найкращий бомбардир чемпіонату Уругваю: 2010/11 (23 м'ячі)
- Найкращий бомбардир чемпіонату Аргентини: 2017/18 (17 м'ячів)